# توماس سكوت وليامز
توماس سكوت وليامز (بالإنجليزية: Thomas Scott Williams)‏ هو محامي وقاضي وسياسي أمريكي، ولد في 26 يونيو 1777 في الولايات المتحدة، وتوفي في 15 ديسمبر 1861 في هارتفورد في الولايات المتحدة. انتخب عضو مجلس النواب الأمريكي.